# Божин Ласков
Божин Георгієв Ласков (болг. Божин Георгиев Ласков; 15 лютого 1922 — 2 квітня 2007) — болгарський та чехословацький футболіст, який грав на позиції нападника, відомий своїм високим зростом, вражаючою статурою та чудовою грою головою. Крім того, Ласков був професійним лікарем і кваліфікованим болгарським православним священиком. Після 1946 року він жив і працював у Чехословаччині і вважається одним з найкращих футболістів Болгарії та Словаччини того часу.

## Біографія
Ласков народився в селі Локорсько, нині адміністративно частина Софії. Закінчив Софійську семінарію, звідки походить його прізвисько Попето («маленький священик»). Його молодіжною командою був клуб «Победа» з Софійського району Орландовці, за який він грав у 1939—1940 роках.

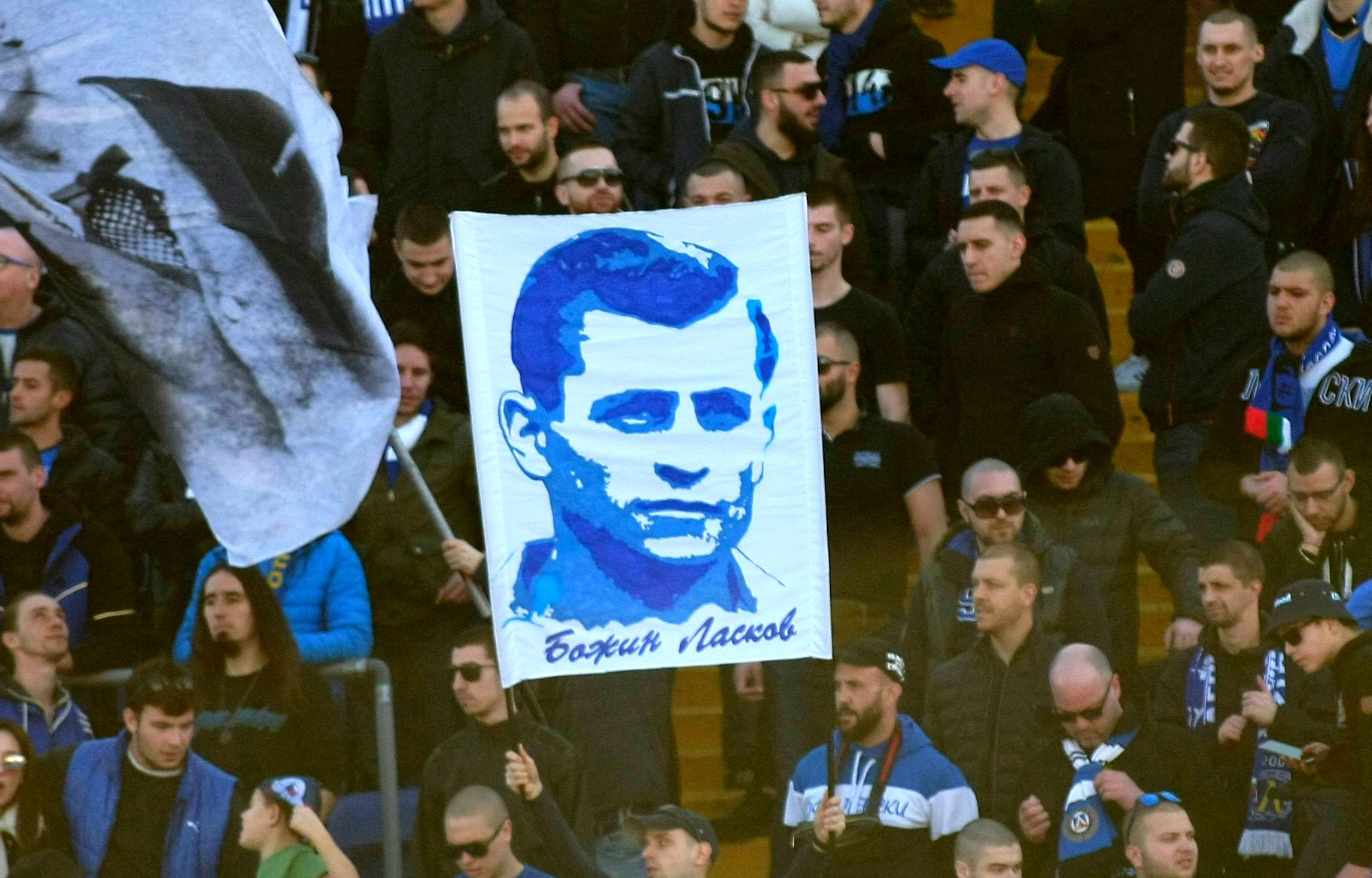
Плакат із зображенням Божина Ласкова, який демонструють вболівальники «Левскі», з нагоди 100-річчя від дня народження футболіста, 19 лютого 2022 року.

У 1940 році Ласков перейшов до «Левскі» (Софія) і виступав у першій команді з 1941 по 1946 рік, провівши 56 матчів чемпіонату Болгарії, в яких забив 40 голів, а у 21 матчі Кубка Болгарії забив 26 голів. Він також зіграв у 9 міжнародних іграх, забивши 5 голів, а також у 35 інших іграх відзначився 24 голами . За час перебування в «Левскі» Ласков двічі вигравав чемпіонат Болгарії (1942 і 1946), тричі Кубок Болгарії (1942, 1946 і 1947) і чотири рази чемпіонат Софії (1942, 1943, 1945 і 1946).
За збірну Болгарії Божин провів 8 матчів і забив 2 голи і на Балканському кубку 1946 року в Албанії був визнаний найкращим футболістом Балкан.
15 лютого 1946 року Ласков емігрував до Брно, Чехословаччина, де вивчав медицину в Університеті Масарика та грав за місцеве «Жиденіце».
У 1947 році він переїхав до Братислави, де отримав чехословацьке громадянство і по 1952 рік став виступати за місцевий клуб «Сокіл» (нині — «Слован»), вигравши чемпіонат Чехословаччини в 1949, 1950 і 1951 роках. Крім того у 1949 році французький журнал France Football, який згодом заснував нагороду «Золотий м'яч», визнав його найкращим футболістом Європи.
Пізніше у Чехословаччині він також грав за «Червену гвезду» (Братислава) та «ТТС Тренчин». Загалом у чемпіонаті Чехословаччини провів загалом 169 ігор, з яких 98 (з 48 голами) за «Слован»; він також брав участь у 3 іграх за збірну Чехословаччини.
Пізніше він працював тренером, очолюючи «Словнафт» (Братислава), «Спартак» (Трнава) та «Тренчин». Він також працював як професійний лікар, який спеціалізується на отоларингології та був активним членом Болгарської асоціації в Словаччині.
Ласков помер у Братиславі 2 квітня 2007 року.

## Досягнення
«Левскі»
- Чемпіон Болгарії: 1942, 1946, 1947
- Володар Кубка Болгарії: 1942, 1946, 1947
- Чемпіон Софії: 1942, 1943, 1945, 1946

«Слован» (Братислава)
- Чемпіон Чехословаччини: 1949, 1950, 1951

### Індивідуальні
- Найкращий гравець Європи за версією France Football: 1949[4]
- Найкращий гравець Балкан: 1946[4]

## Статистика
| Дата       | Місто    | Господарі      | Результат | Гості     | Турнір            | Голи | Примітки |
| ---------- | -------- | -------------- | --------- | --------- | ----------------- | ---- | -------- |
| 08/10/1946 | Тирана   | Болгарія       | 2 – 2     | Румунія   | Балканський кубок | -    |          |
| 09/10/1946 | Тирана   | Албанія        | 3 – 1     | Болгарія  | Балканський кубок | -    |          |
| 13/10/1946 | Тирана   | Болгарія       | 1 – 2     | Югославія | Балканський кубок | 1    |          |
| 04/09/1949 | Прага    | Чехословаччина | 1 – 3     | Болгарія  | товариський матч  | 1    |          |
| 02/10/1949 | Варшава  | Польща         | 3 – 2     | Болгарія  | товариський матч  | -    |          |
| 30/10/1949 | Будапешт | Угорщина       | 5 – 0     | Болгарія  | товариський матч  | -    |          |
| Усього     |          | Матчів         | 6         |           | Голів             | 2    |          |

| Дата       | Місто   | Господарі      | Результат | Гості          | Турнір                             | Голи | Примітки |
| ---------- | ------- | -------------- | --------- | -------------- | ---------------------------------- | ---- | -------- |
| 26/04/1953 | Прага   | Чехословаччина | 2 – 0     | Італія         | Кубок Центральної Європи 1948—1953 | -    |          |
| 10/05/1953 | Вроцлав | Польща         | 1 – 1     | Чехословаччина | товариський матч                   | -    |          |
| 14/06/1953 | Прага   | Чехословаччина | 2 – 0     | Румунія        | Відбір до ЧС 1954                  | -    |          |
| Усього     |         | Матчів         | 3         |                | Голів                              | 0    |          |